# Dargeçit (district)
Dargeçit (Aramees: ܟܪܒܘܪܢ, Kerburan) is een Turks district in de provincie Mardin en telt 27.307 inwoners (2021). Het administratieve centrum van het district is de gelijknamige stad Dargeçit. Het district Dargeçit is gelegen in de historische Aramese regio Tur Abdin.
De bevolkingsontwikkeling van het district is weergegeven in onderstaande tabel.
| 1997   | 2000   | 2007   |
| ------ | ------ | ------ |
| 26.497 | 27.611 | 26.988 |